# Frugerès-les-Mines
Frugerès-les-Mines là một xã thuộc tỉnh Haute-Loire nam trung bộ nước Pháp. Xã Frugerès-les-Mines nằm ở khu vực có độ cao từ 414-480 mét trên mực nước biển.